# 新千歲機場

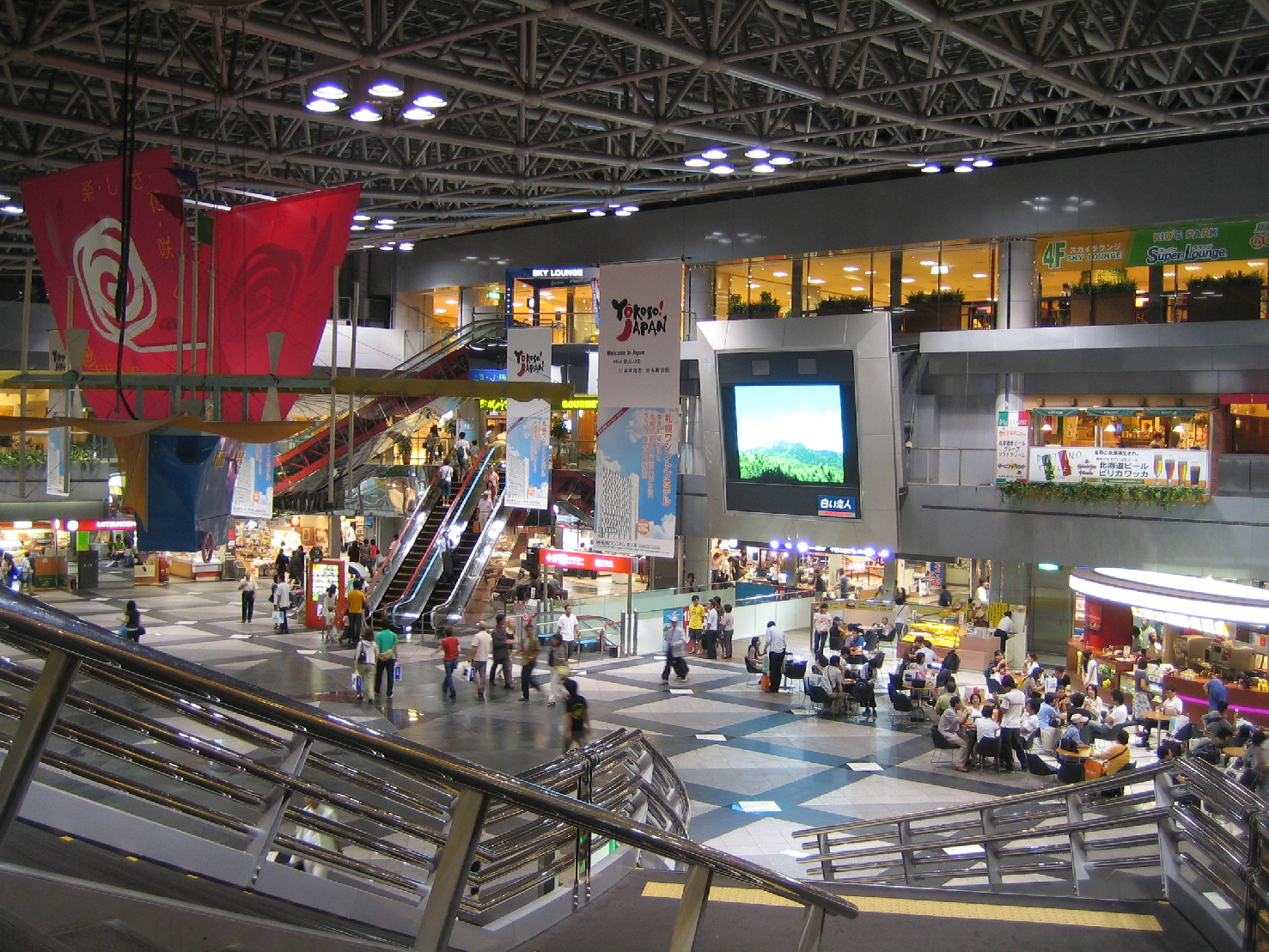
新千歲機場航站內部

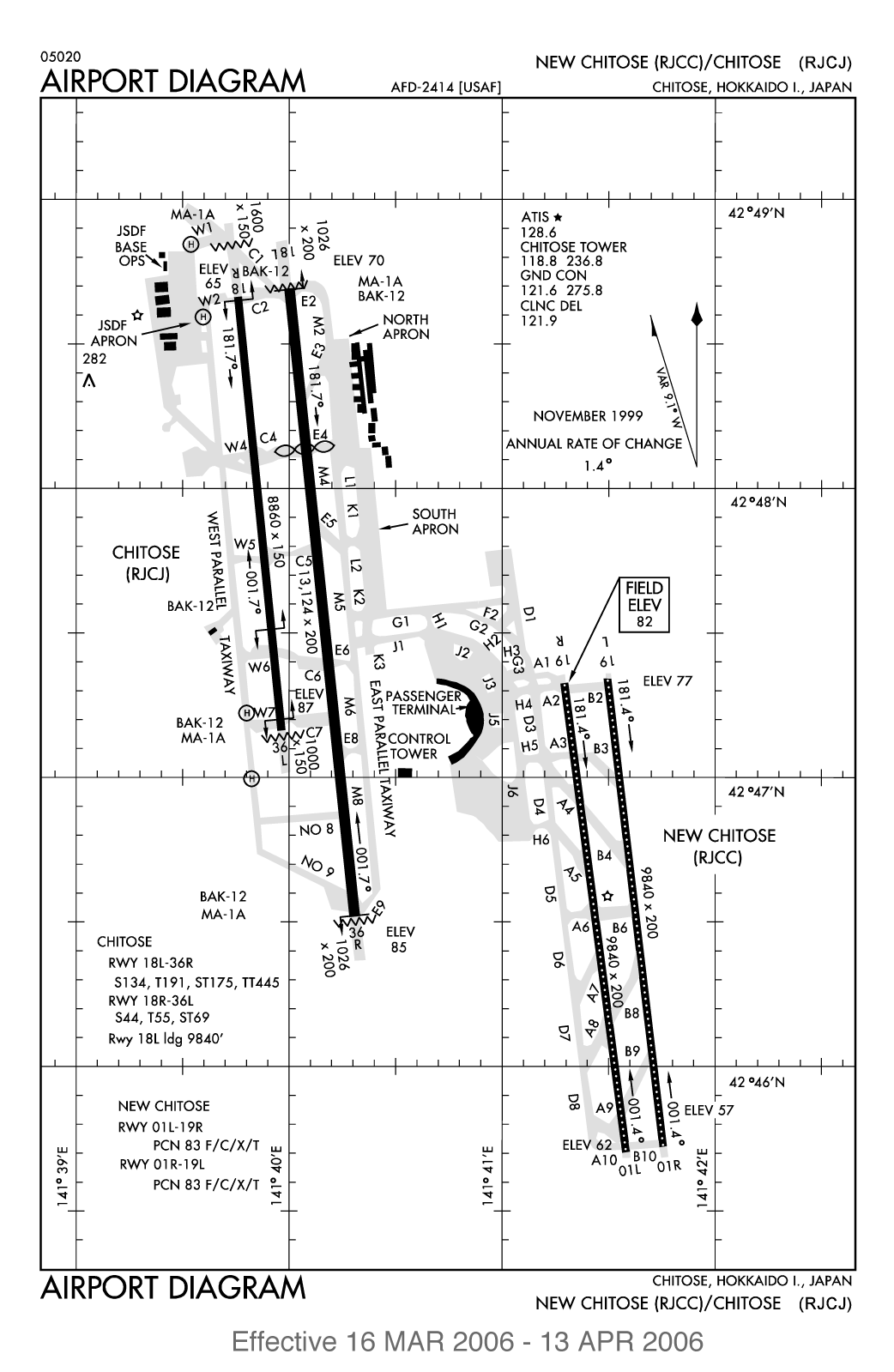
右下：新千歲機場 (RJCC)
左上：航空自衛隊千歲基地 (RJCJ)

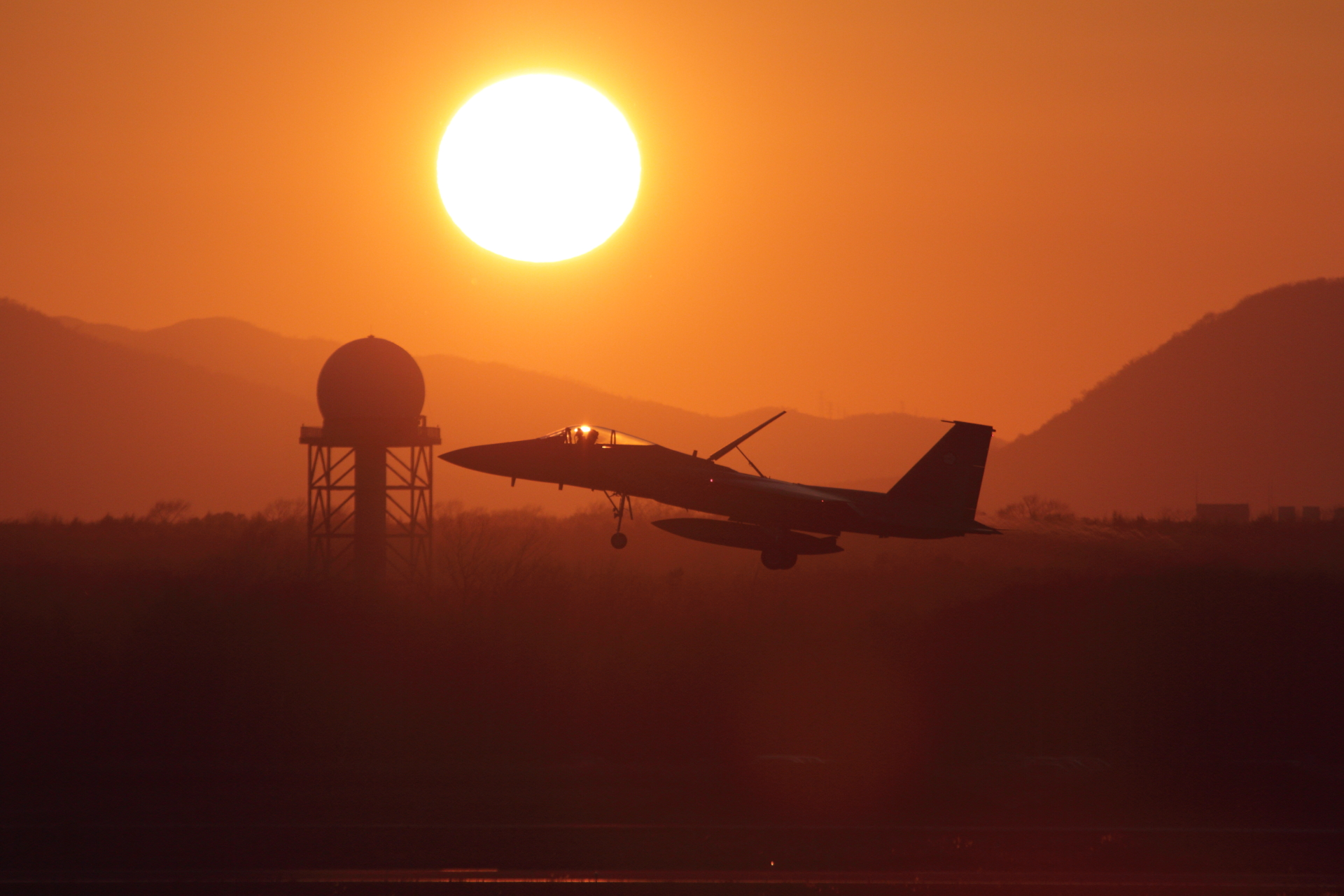
航空自衛隊的F-15戰鬥機降落千歲基地

新千歲機場（日语：／ shin chitose kūkō */?）位於日本北海道千歲市與苫小牧市交界，是札幌市的主机场，於1988年啟用，替代了其于航空自衛隊千歲基地附近建设的旧千岁机场。千岁基地位於新機場主場站的西北方，裝備F-15鷹式戰鬥機及日本國政府專用機，和目前的民用機場独立运作，但由多条滑行道聯繫。
新千歲機場以其獨特的「C」字形半圓構造的航廈而聞名，由0號至19號登機門的方向分別為供國際航班、全日空集團（包括Air Do）及日航集團使用之服務區域。航廈一樓是國際線與國內線的入境大廳，二樓則為出境大廳。機場附屬的餐廳、商店與各航空公司的貴賓室則設置在更上層的三、四樓。新千歲機場國內線航站的地下層則設有由北海道旅客鐵道（JR北海道）所經營的新千歲機場站，有機場專用快車與札幌、旭川等鄰近地區的主要城市連結。東部地區降雪量相對較少，是新千歲機場選址的主要原因。
新千歲機場是其中1個24小時運作的日本機場，其他則包含羽田、關西、名古屋、那霸、北九州；本機場雖為24小時運作，但航廈和客運班次仍有開放時間限制，且夜間鮮少班次起降。

## 歷史
前身千歲機場是軍民合用機場，1951年恢復民航後，由自衛隊飛機和民用飛機共同使用。然而，到了1978年，旅客和貨物的數量都增加，來往千歲機場和羽田機場之間的旅客數量成為世界上最高。它已成為北海道的樞紐機場，航線連接大阪、名古屋、福岡等全國主要城市以及北海道其他地區。另一方面，自衛隊飛機每年因蘇聯入侵日本領空而緊急升空多達200次，期間民用飛機被迫在地面或週邊空域等待，有時長達30分鐘。因此，為了確保飛機安全，及因應航空需求的擴大，決定興建新的新千歲機場，並於1975年11月20日動工。於1988年7月20日作為開放民用機場部份。

### 千歲機場啟用之前
1916年
- 千歳村議員渡部榮蔵與千歳村長山田旦以及郵便局長中川種次郎前往位於市區南方的山中沙沢，採購盆栽用的赤松苗木。在此過程中，他們發現了低產的火山灰地，並提出了在這片土地上開發飛行場的想法。

1922年
- 千歲村向交通部長請願，提議興建國立飛行場。

1923年
- 岡田伊太郎作為提案人，國會正式通過並批准了在千歳村ママチ地區設立飛行場的計劃這項提議。

1925年
- 8月，千歳村接受了小樽新聞社提出的旅遊業務合作提議。作為回應，小樽新聞社提出可以派遣自有飛機來支援千歳村的飛行場開發計劃。
- 9月下旬，小樽新聞社的記者前往千歳進行實地考察，調查了航空路線下的地形和可能的著陸地點。經過評估，他們認為千歳神社附近和室蘭街道沿線的區域都不太適合。於是，渡部榮蔵提議在市區南方的山中沙沢火山灰地區作為飛行場建設的場地。在實地視察後，他們決定在該地約6700坪的範圍內進行飛行場的整地和開發工程。
- 10月中旬，千歳村民自發地投入約2天的勞力，進行了樹木清理、土地平整等工作，成功完成了約10公頃範圍內飛行場的建設。村民的無償付出和努力，為飛行場的快速建成做出了重要貢獻。
- 10月22日，小樽新聞社安排了一次旅行活動。為此，小樽新聞社派遣了他們的三菱R2-2型「北海1號機」飛機，由飛行員酒井憲次郎操縱，首次在新建成的千歳村飛行場成功著陸。這標誌著千歳村飛行場正式啟用，開啟了新的發展階段。

### 千歲飛行場啟用後
1934年
- 9月28日，千歳飛行場第一期工事開始，整備4萬5千坪。
- 10月28日，千歳飛行場舉行竣工儀式。

1935年
- 1月26日，村議會決定招攬陸軍飛行隊，並確保130町歩的飛行場用地。
- 3月25日，請願設置陸軍飛行隊獲得通過。
- 4月4日，開始第二期工程。
- 6月6日，第二期工程竣工，擴大到10萬3620坪。
- 8月17日-23日，實施陸軍航空特別演習。

1936年
- 5月10日，開始第三期工程。
- 6月20日，第三期工程竣工，擴大到17萬2千坪，成為北海道最大飛行場。
- 10月2日-4日，實施陸軍特別大演習。
- 10月5日，日本航空輸送的ダグラスDC-2首次客運航班抵達。

1937年
- 4月，海軍航空隊決定在千歳設立航空基地。
- 9月，海軍決定在村有地131公頃設立航空基地。
- 10月18日，海軍航空基地開工。

1938年
- 8月27日，「ニッポン號」世界一周親善飛行從本航空站出發。
- 11月5日，千歳海軍航空隊開始運作。

### 美軍佔領
1945年日本投降後，結束了第二次世界大戰，美軍佔領了該基地，主要是在美國陸軍航空軍和後來的美國空軍第5航空隊的控制之下。分配給千歲空軍基地的美國空軍主要佔領單位是：
- 第3空中突擊大隊（3d Air Commando Group）、第309轟炸大隊（309th Bombardment Wing），1945年10月-1946年3月
- 第49戰鬥機大隊（49th Fighter Group），1946年2月-1948年4月

千歲基地在朝鮮戰爭期間隸屬於美國空軍第314航空師，由於韓戰爆發，該基地於1951年1月1日編成第6163空軍基地聯隊（6163rd Air Base Wing），基地主要用作從朝鮮作戰任務返回的飛機的緊急著陸場，以及技術服務司令部的維修基地。
1951年，在同盟國占領期間，千歲空軍基地接受了由日本航空（Japan Airlines）運營的首次定期飛往東京的民用航班。
1953年朝鮮停戰協定後，美國空軍於1954年9月從韓國金浦空軍基地轉移了裝備F-86軍刀戰鬥機的第4戰鬥機聯隊，該聯隊是美國空軍唯一分配給千歲基地的作戰單位，任務為負責北海道及本州北部的防空攔截任務，但隨著預算的限制，該聯隊於1957年7月1日失效。
由於第4戰鬥機聯隊的停用，美國空軍將千歲空軍基地的部分控制權交還日本航空自衛隊，繼續駐紮在千歲基地的美國空軍單位為第6029支援大隊（6029th Support Group）
，並繼續支援分配給該基地的美軍單位，1957年12月31日，第6029支援大隊（6029th Support Group）解散，千歲空軍基地全面移交日本控制，但是美國空軍一直在該基地維持通信設施，直到1975年6月30日為止。

## 航空公司與航點

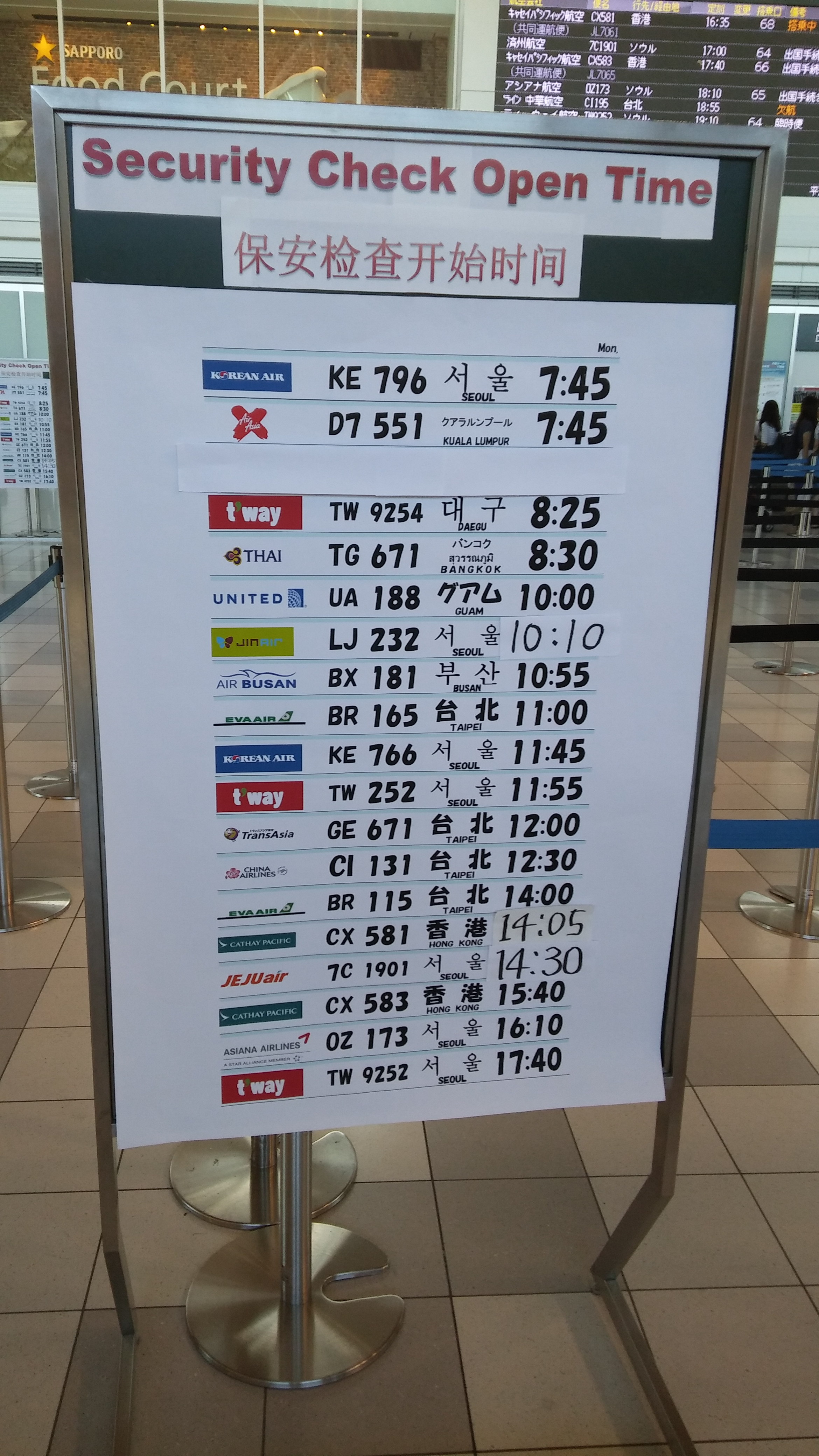
新千岁国际机场的国际航班。

### 客運
| 航空公司                            | 目的地 | 客運大樓 |
| ----------------------------------- | --- | -------- |
| 日本航空                            | 大阪-伊丹、大阪-關西、名古屋-中部、東京-成田、東京-羽田、福岡、廣島 季節性：出雲、德島                                                                             | 國內     |
| 日本航空 （由J-Air營運）            | 大阪-伊丹、女滿別、仙台、花卷、青森、秋田、新潟 | 國內     |
| 全日本空輸                          | 大阪-伊丹、神戶、大阪-關西、小松、仙台、名古屋-中部、東京-成田、東京-羽田、釧路、富山、福岡、岡山、靜岡、廣島                                                      | 國內     |
| 全日本空輸 （由全日空之翼航空營運） | 大阪-伊丹、大阪-關西、女滿別、中標津、仙台、名古屋-中部、函館、東京-成田、東京-羽田、青森、秋田、釧路、新潟、稚内、靜岡、岡山、福島、小松、富山、廣島 季節性：利尻 | 國內     |
| Air Do                              | 仙台、名古屋-中部、東京-羽田、神戶 | 國內     |
| 天馬航空                            | 神戶、名古屋-中部、東京-羽田、茨城、福岡 | 國內     |
| 富士夢幻航空                        | 山形、松本 | 國內     |
| 伊别克斯航空                        | 仙台、松山 | 國內     |
| 樂桃航空                            | 東京-成田、大阪-關西、福岡、仙台、沖繩 | 國內     |
| 捷星日本航空                        | 大阪-關西、名古屋-中部、東京-成田 | 國內     |
| 春秋航空日本                        | 東京-成田 、東京-羽田 | 國內     |
| 大韓航空                            | 首爾-仁川 | 國際     |
| 韓亞航空                            | 首爾-仁川 | 國際     |
| 濟州航空                            | 首爾-仁川 | 國際     |
| 真航空                              | 首爾-仁川、釜山 | 國際     |
| 釜山航空                            | 首爾-仁川、釜山 | 國際     |
| 德威航空                            | 首爾-仁川 | 國際     |
| 可依航空                            | 清州 | 國際     |
| 中華航空                            | 臺北-桃園 | 國際     |
| 長榮航空                            | 臺北-桃園 | 國際     |
| 台灣虎航                            | 臺北-桃園 、高雄 | 國際     |
| 星宇航空                            | 臺北-桃園 | 國際     |
| 國泰航空                            | 香港 | 國際     |
| 香港航空                            | 香港 | 國際     |
| 大灣區航空                          | 香港（東京-成田經由） | 國際     |
| 中國國際航空                        | 北京-首都 | 國際     |
| 中國東方航空                        | 上海-浦東 | 國際     |
| 吉祥航空                            | 上海-浦東 | 國際     |
| 深圳航空                            | 深圳 | 國際     |
| 春秋航空                            | 上海-浦東 | 國際     |
| 天津航空                            | 天津 | 國際     |
| 首都航空                            | 北京-大興 | 國際     |
| 海南航空                            | 西安 | 國際     |
| 四川航空                            | 成都（2025年10月26日開辦） | 國際     |
| 宿霧太平洋航空                      | 馬尼拉 | 國際     |
| 泰國國際航空                        | 曼谷-蘇凡納布 | 國際     |
| 泰國全亞洲航空                      | 曼谷-廊曼 | 國際     |
| 泰國越捷航空                        | 臺北-桃園、 曼谷-蘇凡納布(部分經由臺北-桃園) | 國際     |
| 全亞洲航空                          | 吉隆坡 | 國際     |
| 酷航                                | 臺北-桃園、新加坡(臺北-桃園經由) | 國際     |
| 新加坡航空                          | 新加坡 | 國際     |

### 貨運
| 航空公司   | 目的地    |
| ---------- | --------- |
| 全日空貨運 | 東京-羽田 |

## 重大事件
新千歲機場曾发生如下航空事故：
- 國泰航空與大韓航空客機尾翼碰撞：2024年1月16日晚，大韩航空一架航班号为KE766的A330客机（注冊編號：HL7702）计划从札幌飞往仁川时，与国泰航空波音777客机（注冊編號；B-HNW）（计划执飞前往香港的CX583航班[4]）在新千岁机场相撞，此次事故尚无人员伤亡报告。[5]大韩航空随后发表声明称，该航班在停机位完成除冰作业后由地面服务公司牵引车牵引下的推出过程中，由于地面湿滑以及牵引车操作不当，飞机左侧机翼部位与相邻停机位的一架国泰航空CX583次航班发生剐蹭。机上13名机组成员及276名乘客无人受伤。[6]

请参阅源Wikidata查询.

## 對外交通
日本北海道新千歲機場的交通網絡與鐵路及巴士連接，當中包括：機場鐵路、機場接駁巴士及都市間巴士等。

### 鐵路
札幌新千歲機場與機場鐵路連接，當中乘坐 JR 千歲線的話最快只需要大約33分鐘則抵達札幌。

### 巴士
來往新千歲機場及札幌市中心的機場接駁巴士及都市間巴士一共有10條路線。

## 相關電視節目
- 2019年韓國Channel A電視台綜藝節目《搭飛機去》。

## 外部連結
- 新千歳机场官方網站 （页面存档备份，存于）（日語）（英文）（简体中文）（繁體中文）
- JR新千歲機場站 車站站內圖（日語）（英文）（简体中文）（繁體中文）
- 新千歲機場航廈大樓徹底剖析 （页面存档备份，存于）